# Demografía de Guatemala

La demografía de Guatemala estudia estadísticamente la estructura y la dinámica de la población residente en el territorio guatemalteco, así como los procesos que la determinan: fecundidad, mortalidad y migración (emigración e inmigración) en dicho territorio. 

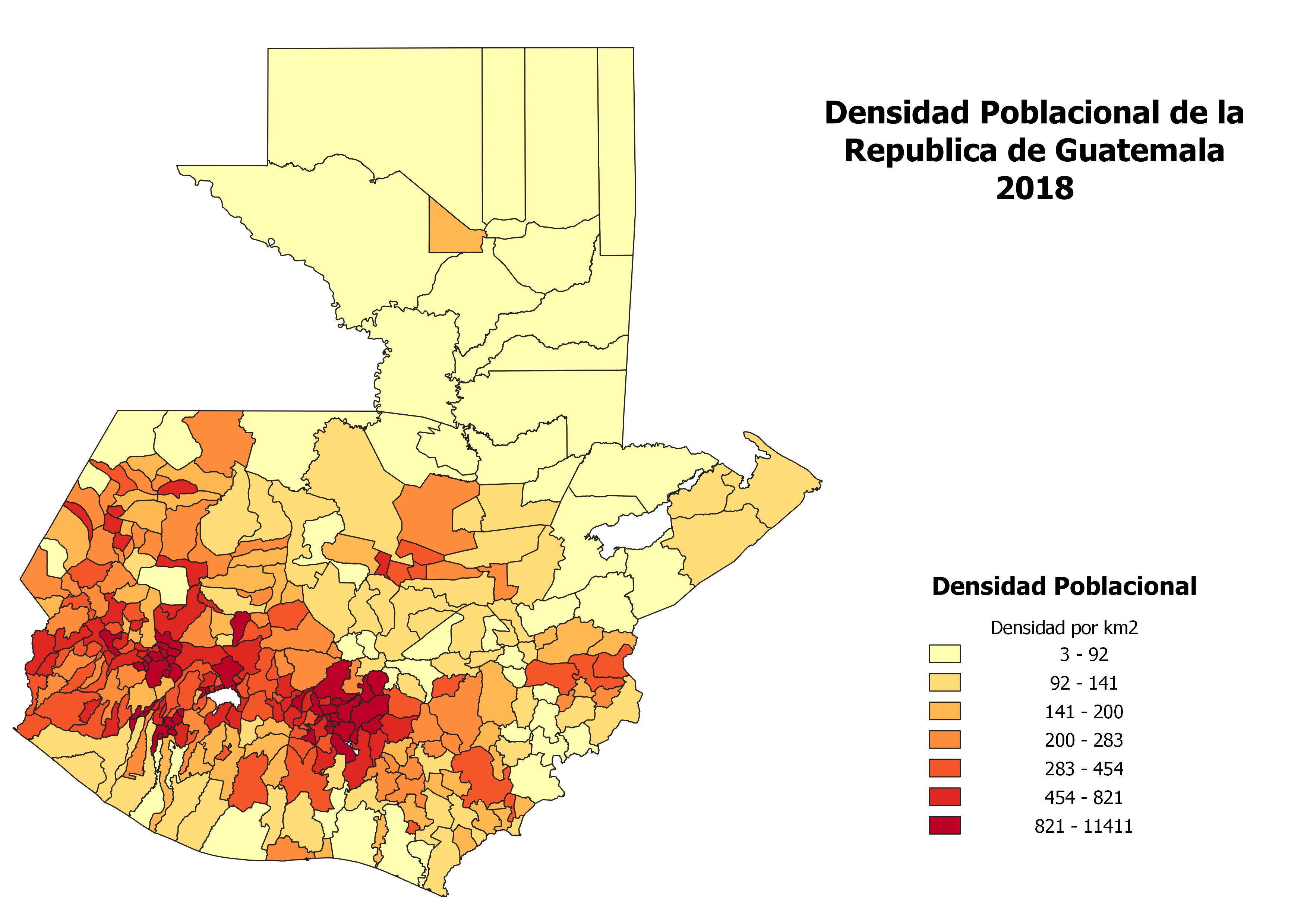
Densidad Poblacional de Guatemala en 2018.

## Población

### Población actual
17 843 132 habitantes (2024 est.), siendo los datos más elevados históricos.

### Proyecciones
Contando la transición demográfica el país llegará a un tope de 27 millones de habitantes.

## Perfil demográfico
Guatemala es un país cuya población sufre alta desigualdad económica y la mayoría se encuentra en estado de pobreza, el país tiene dificultades en varios ámbitos de la salud y el desarrollo, como la mortalidad infantil y materna, la desnutrición, la alfabetización y el conocimiento y uso de anticonceptivos. La gran población indígena del país se ve afectada de forma desproporcionada. Guatemala es el país más poblado de Centroamérica y hasta 2017 tuvo la mayor tasa de fertilidad de América Latina, en la actualidad los programas de planificación familiar y educación sexual han brindado resultados y la fecundidad cayo de 3 hijos por mujer en 2016 a 2,3 en 2023, continua teniendo la tasa de crecimiento demográfico más alta de América Latina debido a la baja tasa de mortalidad pero no debe ignorarse las fuertes emigraciones al exterior, se proyecta que la población alcanzará hasta los 27.15 millones de habitantes en 2078. Cerca del tercio de la población de Guatemala tiene menos de 15 años en 2020, lo que la convierte en la población más joven de América Latina, sin embargo hay un notable envejecimiento poblacional y en los próximos años algunos países latinoamericanos pueden llegar a tener una población menos envejecida que la guatemalteca. Sin embargo, la tasa de natalidad sigue siendo más cercana a los tres hijos por mujer y es notablemente más alta entre sus poblaciones rurales e indígenas.
Los guatemaltecos tienen un historial de emigración legal e ilegal a Estados Unidos, México y Canadá debido a la falta de oportunidades económicas, la inestabilidad política y los desastres naturales. La emigración, principalmente a Estados Unidos, se intensificó durante la guerra civil de 1960 a 1996 y se aceleró tras la firma de un acuerdo de paz. Miles de guatemaltecos que huyeron a México regresaron después de la guerra, pero la migración laboral al sur de México continúa.

## Población Urbana y Rural
La mayoría de la población guatemalteca es urbana en un 54% y rural en un 46%
| Gráfica de evolución demográfica de Guatemala entre 1880 y |
|                                                            |

## Religión
La religión predominante era el cristianismo al que muchos guatemaltecos indígenas incorporaron formas tradicionales de adoración hasta que fue superada en la última década por los evangélicos. El estudio que realizó el instituto latinobarometro en 2024, destaca que la religión evangélica es la religión mayoritaria con un 40%, el catolicismo cuenta con un 39%, un 18% son ateos o agnósticos y un 3% practican otras religiones en su mayoría la espiritualidad maya.
| Religión       | Porcentaje | Personas  |
| -------------- | ---------- | --------- |
| Protestantismo | 40         | 6.280.000 |
| Catolicismo    | 39         | 7.379.000 |
| No creyente    | 18         | 1.727.000 |
| Otros          | 3          | 314.000   |

## Idioma
En Guatemala se hablan 24 idiomas. El idioma oficial es el español. Un gran porcentaje de la población habla una de las 22 lenguas mayas. Los Acuerdos de Paz firmados en diciembre de 1996 aseguran la traducción de algunos documentos oficiales y los materiales de votación a varias Lenguas indígenas.
- Español: es el idioma dominante en todo el país siendo hablado por el 95% de la población.
- Idiomas Indígenas: 40-45% (más de 20 idiomas Mayas, incluyendo achí, k'iche, kaqchikel, q'eqchi', mam. Los idiomas no mayenses son el garífuna y el xinca).

## Edad ternaria
En el país existe un total de 7.003.337 hombres y 7.358.328 mujeres de los cuales se dividen por edades según la siguiente estadística:
| Edad        | Total     | Porcentaje | Hombres   | Mujeres   |
| ----------- | --------- | ---------- | --------- | --------- |
| 0-14        | 5.878.677 | 40,9%      | 3.027.304 | 2.851.373 |
| 15-64       | 7.772.024 | 54,1%      | 3.682.854 | 4.089.170 |
| 65-adelante | 620.965   | 4,3%       | 293.177   | 327.788   |

## Tasas
Según la estadística nacional de población del año 2000, la tasa de crecimiento de población es de 2,63% por año. La siguiente estadística muestra las diferentes razones del crecimiento de la población nacional.
| Tasa          | Porcentaje | Personas (aprox) |
| ------------- | ---------- | ---------------- |
| Nacimiento    | 35,05%     | 1.000            |
| Fallecimiento | 6,92%      | 1.000            |
| Migración     | -1,89%     | 1.000            |

## Razón de sexos
En Guatemala, existe una población superior del sexo femenino con una cantidad de 7.538.328 mujeres, mientras que del sexo masculino hay una cantidad de 7.003.337 hombres según la estadística realizada en el año 2000.
- Al nacer: 1,05 masculino/femenino
- Menos de 15 años: 1,04 masculino/femenino
- 15-64 años: 1 masculino/femenino
- 65 años y más: 0,88 masculino/femenino
- Total de la población: 1,01 masculino/femenino

## Nacimientos y muertes
- Tasa de Mortalidad infantil: 47,03 muertes/1000 nacimientos vivos (est. 2000).
- Esperanza de vida al nacer: total de población: 66,18 años. masculino 63,53 años. femenino 68,96 años (est. 2000).
- Total de Tasa de fertilidad: 4,66 nacidos/mujer (est. 2000).
- El promedio de hijos de mujeres mayores a 12 años (según el censo de 2018) es de 3,8.

## Grupos étnicos
Históricamente, el territorio de la Guatemala fue habitado por pueblos indígenas en donde predominaban los maya, tz'utujil, quiché, etc. Desde la llegada de los europeos, primero con los españoles, los habitantes se han mezclado, formando una población  que se denomina ladino, que incluye a personas tanto mestizas como blancas e incluso indígenas que se identifican con una cultura de habla hispana y similar al resto de Latinoamérica. También a lo largo del tiempo han llegado inmigrantes que han decidido asentarse en el país lo que provoca la aparición de nuevos grupos étnicos y nuevas culturas en el país. De acuerdo al Instituto Nacional de Estadística de Guatemala (INE), para el censo de 2018, estos son los porcentajes de etnias que existen en Guatemala: Ladinos -categoría que incluye a Mestizos, Indígenas hispanizados y Mestizos de apariencia Caucásica- (56%), indígenas (43%) -entendiéndose como quienes portan las vestimentas y practican activamente las lenguas mayas-.

## Evolución demográfica

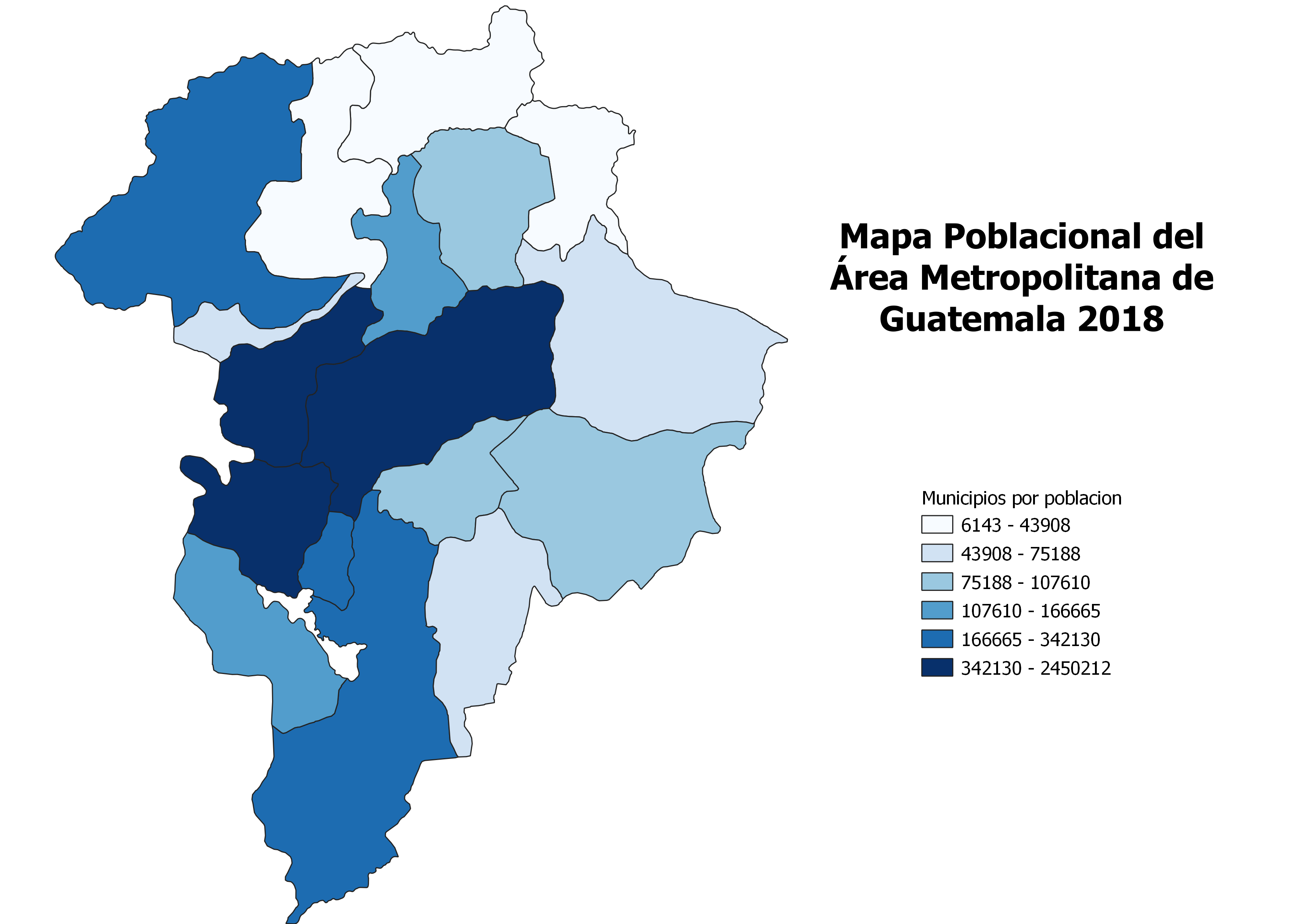
Ciudad de Guatemala, Mixco, y Villa Nueva, las tres ciudades más pobladas del Departamento de Guatemala, el departamento más poblado del país.

La población guatemalteca ha experimentado un fuerte crecimiento demográfíco durante el siglo XX.
Basándose en los proyecciones de censos históricos, esta es la evolución de la población guatemalteca:
| Año  | Habitantes          |
| ---- | ------------------- |
| 1492 | 2.000.000 estimados |
| 1778 | 355.000             |
| 1795 | 769.503             |
| 1880 | 1.224.602           |
| 1893 | 1.364.678           |
| 1921 | 2.004.900           |
| 1938 | 2.400.000           |
| 1940 | 3.283.209           |
| 1973 | 5.160.221           |
| 1981 | 6.054.227           |
| 1994 | 8.331.874           |
| 2002 | 11.237.196          |
| 2008 | 13.654.321          |
| 2016 | 16.583.078          |
| 2017 | 16.914.979          |
| 2020 | 17.915.567          |

Además se estima que entre 500.000 y 1 millón y medio de personas de ascendencia guatemalteca que viven en México, EE. UU. y Canadá.
Hay que hacer notar que según Mauricio Guerra, gerente del INE, explicó que para el censo 2018 se utilizaron bases científicas; además, dijo que las proyecciones son inexactas pues se hacen con base en aproximaciones, lo contrario al método utilizado para el censo, por lo tanto la población real de Guatemala en 2018 es de 14 901 286 habitantes.

### Transición demográfica
Guatemala es una nación joven, con un 70 % de personas menores de 30 años de edad (datos del censo del 2002). llegando a los 26 millones en 2050 (Obviamente con una población más envejecida), y para el 2080 la CEPAL estima que el país llegara a los 34 millones, aunque este a la vez será su tope, se mantendrá casi estable y durante la última década de este siglo comenzara a descender con un -1,1% anualmente (siendo un inicio mayor que los demás países centroamericanos aunque también uno de los más tardíos) y para el 2100 con un -2%. Los estudios también indican que debido a la fuerte tasa de fecundidad (3,2 hijos por mujer en 2007), la inmigración al exterior no afecta en el crecimiento poblacional como si lo hace en el caso de El Salvador y Nicaragua.  
| Año  | Población total | Población mayor de 60 | Porcentaje |
| ---- | --------------- | --------------------- | ---------- |
| 2000 | 11.385.300      | 535.109               | 4,7%       |
| 2025 | 19.816.200      | 1.545.663             | 7,8%       |
| 2050 | 26.912.700      | 4.279.119             | 15,9%      |